# 清華大學蒙民偉樓

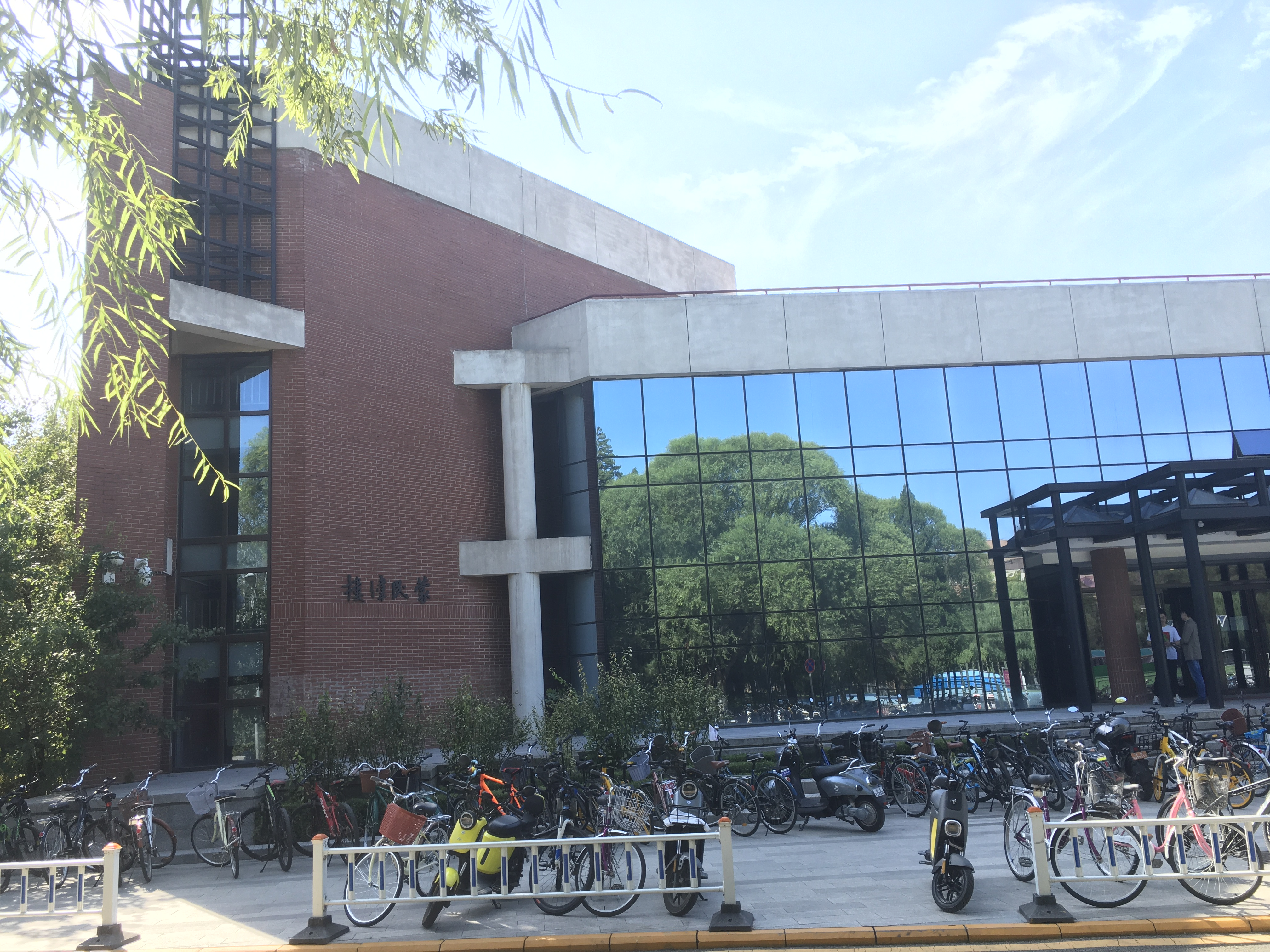
蒙民偉樓

清華大學蒙民偉樓是清華大學的學生文化活動中心，位於西區體育館南側，原址為老校醫院，建於1995年9月，建築面積為4071平方公尺。